# 超合金社团
《超合金社团》是在漫友出的漫画，在2005年初秋获得了金龙奖故事类漫画特别奖。于2009年3月21日签售。作者为Ling，和客心《未成年》、丁冰《楼兰旑梦》、于彦舒《黑白无双》以“口袋书”的形式出现在2009年北京出版物订货会上。曾获得第金龙奖组委会推荐奖，作者则曾获得第3届金龙奖最佳漫画新人奖。漫画讲述相貌、头脑、成绩都是一般的高一女生阮萤，被好友小喜劝去当学校漫画社“纯色堂”的社长。在第8、9册完结，连载了共8年。